# Nicola Stapleton
Nicola Kathleen Stapleton (* 9. August 1974 in London) ist eine britische Schauspielerin. Bekannt wurde sie für ihre Rollen in EastEnders als Mandy Salter und Emmerdale als Danielle Hutch.

## Leben und Wirken

### Familie und Ausbildung
Stapleton wuchs in South East London gemeinsam mit einem jüngeren Bruder auf. Ihr Vater Vincent Stapleton betrieb eine Autovermietung, ihre Mutter Kate stammte aus Schottland und arbeitete als Putzfrau. Stapleton besuchte die Townsend Primary School in South East London und anschließend die Corona Theatre School und die Sylvia Young Theatre School.

### Karriere
Stapleton spielte bereits im Alter von 9 Jahren eine kleinere Rolle im Film James Bond 007 – Octopussy (1983). Sie debütierte im Fernsehen 1985 in der Krimi-Serie Dempsey and Makepeace (ITV). Sie erhielt Rollen in Spielfilmen wie Little Shop of Horrors (Geffen Pictures, 1986); als Gretel in Hänsel und Gretel an der Seite von Hugh Pollard (MGM, 1987) als Gretel; Schneewittchen (MGM, 1987) als junges Schneewittchen und Courage Mountain (Paramount, 1990). Im Alter von 12 Jahren spielte sie die Sally in der 1987 Children’s BBC Produktion Simon and the Witch.
Bekannt wurde sie insbesondere ab 1992 in der Rolle der Mandy Salter in der BBC-Seifenoper EastEnders. 1994 beendete Stapleton ihr Mitwirken in der Serie, übernahm die Rolle jedoch erneut von 2011 bis 2012. Auch war sie von 2008 bis 2009 als Danielle Hutch in der Seifenoper Emmerdale. zu sehen.Von 1999 bis 2017 wirkte sie mehrfach in Casualty (BBC) mit. Von 1990 bis 2010 spielte sie in mehreren Episoden verschiedene Rollen in der ITV1-Krimiserie The Bill.
Zu Stapletons weiteren markanten Fernsehrollen gehören Janine Nebeski in Bad Girls (2005–2006) beim Sender ITV und Joe Nardone in Young Person’s Guide to Becoming a Rock Star (1998) beim Sender Channel 4.
Am Theater trat zum Beispiel in Cockroach Who am National Theatre auf, in Scissor Happy im Duchess Theatre (1997) sowie am Royal Court Theatre. Weiters spielte sie in einer Musicalversion des Romans von J. M. Barrie die Rolle des Peter Pan. und ging damit im Vereinigten Königreich auf Tournee.
Außerdem arbeitet sie als Sprecherin. So leiht sie seit 2017 in der Serie Thomas, die kleine Lokomotive der Rosie ihre Stimme und spricht auch in Videospielen.

## Privates
Im Jahr 2001 wurde Stapletons Vater wegen seiner Beteiligung an einem Computerchip-Betrug mit einer Mehrwertsteuer von 11 Millionen £ inhaftiert. Ihr Bruder wurde außerdem mit einer Geldstrafe von 10.000 £ belegt, weil er in dem betrügerischen Geschäft mitgeholfen hatte, bei dem mehrwertsteuerfreie Mikrochips aus EU-Ländern importiert und an Unternehmen mit zusätzlicher Mehrwertsteuer verkauft wurden, bevor er Geld von Zoll und Verbrauchsteuer zurückforderte. Nicola Stapleton stellte ihrem Bruder während des Prozesses die Kaution in Höhe von 125.000 Pfund zur Verfügung.
Im September 2005 wurde ihr Vater schließlich vom Berufungsgericht aufgefordert, eine Einziehungsentscheidung in Höhe von 1,6 Mio. £ zu zahlen. Im Juli 2008 kämpfte Nicola Stapleton am High Court gegen die Zollstaatsanwaltschaft, um ihr Eigentum in South Norwood zu behalten, das sie vor seiner Inhaftierung wegen Betrugs für 175.000 Pfund von ihrem Vater gekauft hatte. Die Staatsanwaltschaft behauptete, das Haus sei ursprünglich aus „unrechtmäßigen Gewinnen“ gekauft worden und wolle das Eigentum im Rahmen der Einziehungsentscheidung beschlagnahmen. Stapleton behauptet, dass sie die Immobilie aus ihrem Verdienst als Schauspielerin im Jahr 2000 gekauft habe. Das Gericht entschied zugunsten von Nicola Stapleton. Mit David Luck hat sie einen gemeinsamen Sohn (* 2014).

## Filmografie

### Film
- 1983: James Bond 007 – Octopussy (Octopussy)
- 1987: Schneewittchen (Snow White)
- 1988: Hänsel und Gretel (Hansel and Gretel)
- 1990: Heidi auf der Flucht
- 1995: A Fistful of Fingers
- 1998: Ladies & Gentlemen, Kurzfilm
- 1998: Urban Ghost Story
- 1999: Dead on Time, Kurzfilm
- 1999: The Killing Zone
- 2000: It Was an Accident
- 2001: Chunky Monkey
- 2001: Goodbye Charlie Bright
- 2001: Lava
- 2001: South West 9
- 2009: Hands Solo (Kurzfilm)
- 2009: The Magic Hour

### Fernsehen
- 1985: Dempsey and Makepeace (Fernsehserie, Episode Hors de Combat)
- 1987–1988: Simon and the Witch (Fernsehserie, 22 Episoden)
- 1988: Hannay (Fernsehserie, Episode: Act of riot)
- 1992–1994, 2011–2012: EastEnders (Fernsehserie, 176 Episoden)
- 1993: Doctor Who: Dimensions in Time (TV-Special)
- 1995: Inspektor Fowler – Härter als die Polizei erlaubt (The Thin Blue Line, Fernsehserie, Episode: Kids Today)
- 1997: Harry Enfields ganz alltägliche Grausamkeiten (Harry Enfield and Chums, Fernsehserie, Episode 2.6)
- 1998: The Young Person’s Guide to Becoming a Rock Star (Fernsehserie, 6 Episoden)
- 1999; 2004; 2017: Casualty (Fernsehserie, 4 Episoden)
- 2000: Audrey and Friends (Fernsehserie, eine Episode, Stimme von Audrey)
- 2003: Secret History (Fernsehserie, Episode Brinks Mat: The Greatest Heist – Part 2)
- 2004: Gaby & the Girls (Fernsehserie)
- 2004: Holby City (Fernsehserie, Episode Casualty @ Holby City: Part 2)
- 2005–2006: Bad Girls (Fernsehserie, 24 Episoden)
- 2006: Jane Hall (Fernsehserie, Episode 1.4)
- 2007: The Commander: The Devil You Know (Fernsehfilm)
- 2008: The Last Enemy (Fernsehserie, 2 Episoden)
- 2008–2009: Emmerdale (Fernsehserie, 14 Episoden)
- 2009: Hollyoaks Later (Fernsehserie, 5 Episoden)
- 2017: White Gold (Fernsehserie, Episode Salesmen Are Like Vampires)
- 2017–2020: Thomas, die kleine Lokomotive (Thomas & Friends, Fernsehserie, 12 Episoden, Sprechstimme von Rosie)

## Radio
- Time Hops (BBC, 1994) (5 Episoden) [Science Fiction, rerun on BBC Radio 4Extra, 2012]